# Air Bening (Rawas Ilir)
Air Bening is een bestuurslaag in het regentschap Musi Rawas van de provincie Zuid-Sumatra, Indonesië. Air Bening telt 3318 inwoners (volkstelling 2010).